# 民族主義
民族主義，亦稱國民主義、国族主义、国粹主义，是一種主張民族與國家應該整合為共同體，形成民族國家的意識形態與信條，其旨在追求民族的生存、发展、兴盛。民族主义者往往认为民族拥有自我治理的主权，而不应受他人干涉，即民族拥有民族自决权，而这一观念则起源于人民主权论。
漢語中的“民族”意義較廣泛，既可能是基于语言、族裔、部落或种族的族群团体（Ethnic group），也可能是一国、一地之公民集体，與英文的Nation意義不盡相同。就民族主义的起源而言，早期学者多认为民族主义是自古已有的原生概念，有时会主张民族间存在着基因差异。而现代研究多认为民族是社会现代化的产物，将18世纪法国大革命和民族国家的形成视为民族主义的起源，而欧洲以外的民族主义都是扩散自欧洲，例如本尼迪克特·安德森在《想象的共同体》中描述了民族作为“想象的共同体”的产生及其随着殖民扩张在世界范围扩散的轨迹。近年来，也有部分学者挑战民族主义的欧洲中心论，提出了与欧洲的民族国家相对的亚洲文明国家概念，其中代表即中华文明。
学界一般认为民族主义和政治上的民族、主权概念密不可分，但对于到底“什么是民族主义”乃至“什么是民族”仍莫衷一是，历史上民族（nation）一词要到法国大革命时期才和民族国家等政治概念联系到一起，很多情况下不同地区、不同族群间的民族主义内容相差迥异，难以给出一个笼统的概括。而民族主义和不同的社会领域、意识形态的结合也使得其内容纷繁复杂，枝叶众多，既有经济民族主义，也有宗教民族主義，既存在极右翼的法西斯主义，也相应存在着左翼民族主義；而最为常见的划分是将民族主义分为公民民族主义和族裔民族主义，反映了民族主义者“以国建族”和“以族建国”的两种政治倾向。
爱国主义及对统治者、土地、文化、宗教、血族的忠诚相伴人类文明始终，在原生主义者看来这就是民族主义的最初体现，而建构主义者则认为作为一种政治行动信条的民族主义直到18世纪才登上历史舞台——在此后民族主义既是民族独立和民族解放的重要动力，促成了法国大革命、德意志统一、非洲的去殖民化、苏联解体等一系列重大历史事件，也有着罄竹难书的阴暗之处，导致了两次世界大战、亚美尼亚大屠杀、纳粹大屠杀等惨绝人寰的悲剧发生。民族主义者在推动政治进程的同时，也创造出国旗、国歌、国语、民族史诗等一系列代表民族认同的民族象征物。时至今日，民族主义仍是社会的一大重要思潮，极端民族主义及其所引发的一系列纠纷仍威胁着世界的和平与稳定。
世界上绝大多數人口都生活在——至少是名義上的——民族國家之中，但大多数国家都存在着多民族、多族群的社会结构，只有日本、韩国在内10%左右的国家可以算是纯粹的民族国家，在这些国家民族主义和爱国主义内涵比较一致；而此外的大多数国家都奉行着融合、平权、乃至压迫的政策来解决其国内的民族问题。

## 语源与辨析

### 语源

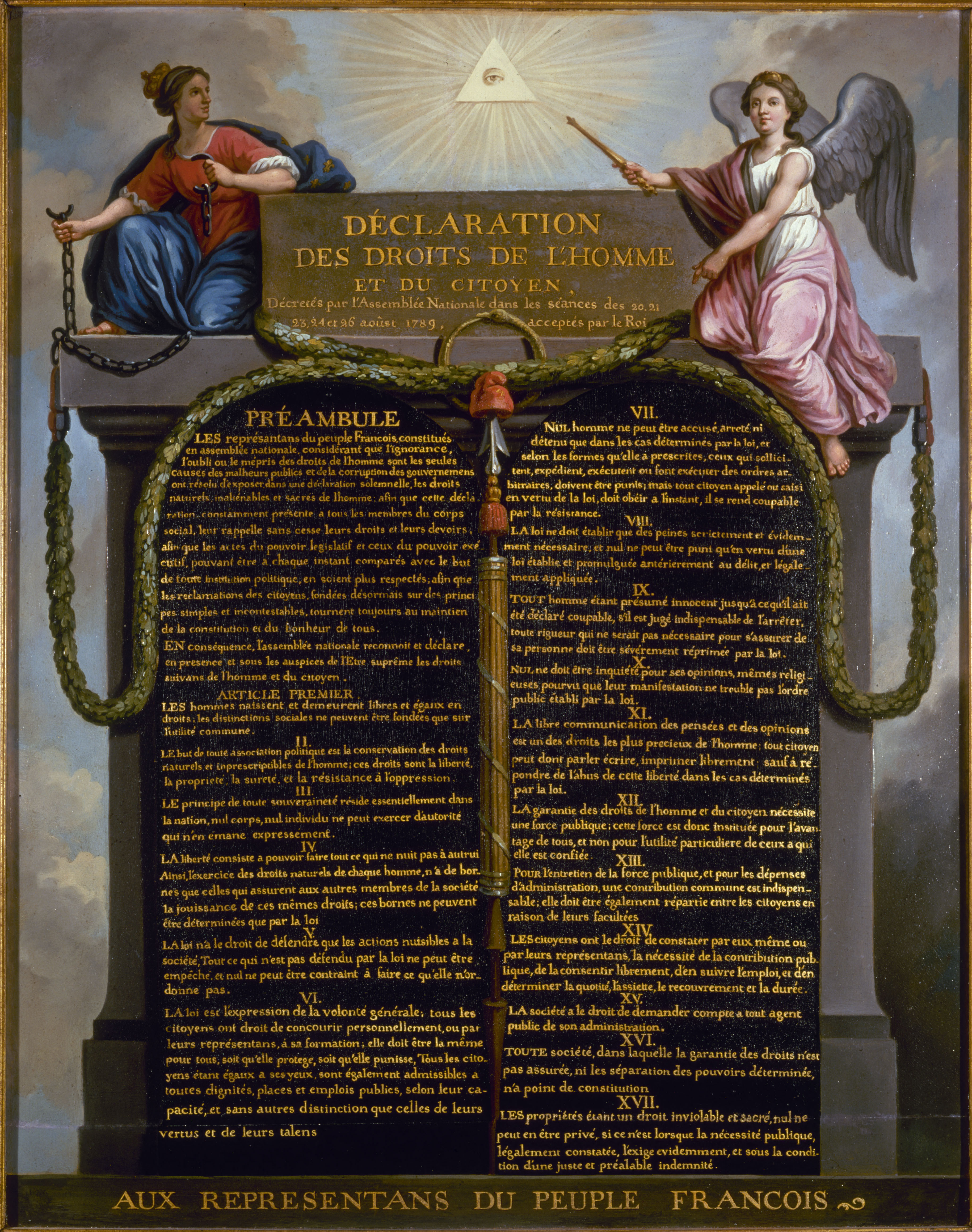
《人权宣言》在政治上引入了“民族”，其第三条宣称“整个主权的本原根本上乃存在于‘民族’（nation）”

17世纪早期，胡果·格老秀斯在其拉丁语著作《战争与和平法》的出版完善了“民族”（gentium，或译“人民”）、“主权”（summi imperii）等相关概念，胡果本人生活于宗教改革的时代，当时包括荷兰在内的新教国家与西班牙为首的天主教阵营因宗教问题在八十年战争、三十年战争中持续冲突——因而胡果十分關注由宗教分歧产生的冲突。而在18世纪以前的欧洲，“民族”一词既可以指代一国之居民，亦可指由共同历史、法律、语言、政治权利、宗教、传统而结成的共同身份认同，而后一定义已经接近于现代民族的含义。
西文中，nation及其变体源自于拉丁语出生一词nasci及变体natio，在拉丁语中最早指代同乡团体，例如早年的巴黎大学就按照出生地划分为来自罗曼语区的法兰西族（nation de France）等族类；而在中世纪初期，这一词汇又被用于亲属集团，例如英国贵族在反对亨利三世提拔外来贵族时就使用过natio regini Angliae表达“英格兰王国亲属集团”；至16－17世纪，nation开始用于指代一国之人民；而到了18世纪法国大革命和瓜分波兰时期，nation不仅开始等同于国家，还开始与“人民”（peuple，当时具有贬义）对立；1789年《人权宣言》的颁布后，nation一词第一次具备了今天其所代表所有的政治性意味。:3-6
在霍布斯鲍姆看来，欧洲各地的很多詞典是在近代才开始逐渐采用了具有政治色彩的民族含義：例如在1884年以前《西班牙皇家学院辞典》定义“民族（nación）”为“一省、一国或一帝国内的人群”，而之后开始指代“辖设中央政府且享有最高政权的国家或政体”，到了1925年则演变为“拥有共同族群起源的人群，他们说着共通的语言，承袭着相同的文化传统”；而在《牛津英語詞典》中“民族（nation）”在1908年以前和族群（ethnic）定义几乎相同，尔后越发强调“民族”作为政治实体和独立主权的含义。由nation衍生的“民族主义”一词已知最早出现于德国民族主义者赫尔德1774年的手稿中:5，而到了19世纪中叶这一术语的使用就开始普及。:15
自19世纪起，民族主义开始广泛流行。在汉字圈的现代民族概念最早可以追溯到1870年代的日本，当时“民族”一语对应外语中的“民族”（nation）、“人民”（volks）、“人种”（ethnos）等多个概念且对于nationalism一词同时存在“民族主義”“国民主義”“国家主義”“国粹主义”等译法，而在戊戌变法失败后东渡日本的梁启超开始接触并第一次在汉语中引进了現代的“民族主义”的概念，他在1902年的《新民说》第一次对民族主义给出明确定义——“民族主义者何？同宗教，同习俗之人，相视如同胞，务独立自治，组织完备之政府，以谋公益而御他族是也”。1914年第一次世界大战爆发后，「民族主义」在西方迅速变为一个負面詞彙。

### 愛國主義
在诸如西班牙语的一些语言中，“民族主义”在早期和“爱国主义”意思几乎一样，而在20世纪学者对民族主义和爱国主义进行了区分，民族主义逐渐变成了一种带负面色彩的词汇，而爱国主义相比起民族主义总是更加正面。例如乔治·奥威尔就对民族主义和爱国主义进行了一定的区分，认为后者是对土地的投身和奉献，而前者属于“自欺欺人的权欲野心”。
但民族主义和爱国主义往往又难以区分，就如霍布斯鲍姆在其作品《民族与民族主义》中多次使用民族爱国主义（national patriotism），却又试图强调前者和民族主义存在不同——而很多语言中“爱国主义”一词本自拉丁语的“祖国”（patria），而在16世纪英语中“爱国者”（patriot）一词也不过是同胞（compatriot）的意思，直到17-18世纪爱国主义和爱国者才成为英国政治的争论焦点，很多情况下说到爱国就是表达对英国政府或国王的不满，因而这一词汇带有一定负面情绪。而从19世纪晚期开始，随着民族国家的崛起和民族主义的流行，爱国主义逐渐成为了服务于民族国家的工具，其与民族主义的边界逐渐模糊。
而在施莱尔马赫看来，民族主义是爱国主义与排外的结合——而这也是两者本质的区别——虽然民族主义很大程度脱胎于爱国主义，但民族主义所比较的外者往往是那些所谓的外来者，譬如少数民族、宗教少数群体等，而爱国主义所比较的外者往往是其心目中理想化的国家或者是国内的腐败、国家的当权者，因而可能会对当下的国家进行反抗，更容易发出异议、不服从乃至于叛乱。而从道德观念来看，民族主义更像是一种每个人都应当服从的“公德”，个人难以与其妥协，而爱国主义更偏向一种基于自主价值判断的个人美德，所以一般民族主义会来得盲目、非理性，而爱国主义恰恰相反。

## 理论

### 民族的界定
对于什么是民族，或者说什么样的群体有资格成为民族，不同学者也有着不同的解读。这些争议大多出现在19－20世纪，当时一个社会团体被承认为一个“民族”是一件相当重要的事情，因为只有一个社会团体被承认为“民族”，才有权力行使民族自决权，只有通过民族自决建立起的国家政权才具备合法性，因而不同学者基于现实利益考量，围绕民族定义提出了客观和主观两派意见。:11-12
客观派的观点就如德国经济学家李斯特所指出，构成民族需要“大量的人口、广袤的疆土、丰富的自然资源”，而意大利统一的推动者马志尼根据语言、地理边界等将欧洲划分为12个国家和联邦，以申明其意大利统一的主张。但是对于成为民族到底需要满足怎么样的条件目前仍缺乏明确而统一的客观标准。例如，斯大林认为“有共同语言、共同地域、共同经济生活以及表现在共同文化上的共同心理素质的稳定的共同体”，中国大陆的中国共产党也将这一说法定于一尊，但主观派的休·塞顿-沃森则认为斯大林的说法本意在于否定犹太人的民族地位。:13
主观派有如法国的勒南，认为“民族”更多基于公民的道德意识，是“一种逐日进行的公民投票”，因而认同法国的德语区阿尔萨斯理当留在法国国内:13；美国的阿尔弗雷德·科本提出民族没有一种客观的定义，“任何一个共同体，只要其成员意识到是共同体一员并希望保持其认同，那么就是一个民族”；而台湾学者江宜桦也认为“民族”是以追求獨立自治、建立「國家」為政治目標的群体。:7
民族与族群或种族也有所区别，按照安东尼·史密斯的说法，两者最大的区别在于前者拥有相同的公共文化而后者没有，此外民族强调大众的权利和义务，而后者往往强调精英的团结，族群、种族的经济相对分散而民族往往有着相对统一的经济市场，民族主义也可以和族群或种族结合，流行于美国的黑人民族主义即是一例。而至今判定民族的客观或主观界定标准都未有定论，其界定也相对模糊。

### 民族主义的定义
直到今天，“民族主义是什么”这一问题仍是学术界争论的焦点，迄今为止学界提出的对民族主义的定义已经超过200种，而对于民族主义的性质、分期等也处于争议中。就如E·B·哈斯所评价，“民族主义是只大象，研究者是个瞎子，每个人都只能摸到‘民族主义’大象的一个部分”，现在意义上的民族主义，虽然定义各有不同，但一般脱离不了对民族情感或者民族意识的重视，往往都是围绕民族情感或者民族意识出发的理想、纲领、运动等:18。
例如，安东尼·史密斯认为“民族是一个横向或者纵向联系上一体化、拥有固定领土的群体，其是以共同的公民权和一种（或更多）共同的集体情感为特征的”；汉斯·科恩认为“民族主义”是一种思想情感，其要求对民族国家至高无上的忠诚；而卡尔顿·海斯认为“民族主义是两种极其古老的现象——民族性和愛國主義在当代的情感融合和夸大”；安东尼·纪登斯认为民族主义是一种心理学现象，即个人在心理上从属于那些强调政治秩序的人群的共同象征或信仰；约翰·布鲁伊则认为民族主义是一种政治运动，其以民族主义为由证明夺取国家政权行为的合法性；而史密斯认为民族主义既是政治运动也是意识形态。此外，从马克思主义出发，民族主义在《现代汉语词典》中被解释为“資產階級对于民族的看法及其处理民族问题的纲领和政策”。早在1928年，卡尔顿·海斯就将民族主义的诸多定义归纳为以下几点，后世基本沿用了这些分类：:18-19
1. 民族主义是一种历史进程——在此进程中建设民族国家；
2. 民族主义一词意味着包含在实际历史进程中的理论、原则或信念；
3. 民族主义是某种将历史进程与政治理论相结合的特定政治行动；
4. 民族主义意味着对本民族的忠诚超越于其它任何对象。

### 民族主义的来源
民族主义很大程度上脱胎于“民族”与“国家”的结合，许多政治学家对于如何建立民族国家以及主权的内涵有着理论阐述，而政治学中的民族主义概念就是从这些理论中提炼出来的——对于国家（state）概念，马基雅维利、洛克、霍布斯、卢梭等学者将其概括为统治者与个人之间的“社会契约”，而马克斯·韦伯提出的一种更广为接受的定义称“国家是一种在一个给定范围领土内（成功地）垄断了武力合法使用权的人类共同体。”
许多学者注意到了国家建构、战争和民族主义三者之间的关系，认为民族主义在欧洲（以及后来的现代民族國家）的发展源于战争威胁。“当人们深刻地认识到其正作为民族（nation）受到威胁时，外部威胁就会刺激民族主义情绪——人民意识到只有联合为一个民族才能战胜这一威胁”，而外部威胁的升级极大刺激了国家的建构。柯盖德大学的吉福利·赫伯斯特教授认为，尽管20世纪90年代以来独立后的撒哈拉以南非洲国家虽然没有受到外部威胁，当地的民族主义情绪也与其国力孱弱有关。美国外交学者巴里·波森认为民族主义加剧了战争的惨烈程度，政府往往会有意煽动民族主义情绪以支持扩充军备。
沃克·康纳则将民族主义的产生归结为四点：
1. 民族意识是一种属于大众而非精英的现象，而大众在文盲或半文盲状态下大多都会对民族认同保持沉默；
2. 民族的形成是一个过程而不是一个事件，而在这一过程中存在难以精准衡量的一个时刻，有足够的个体接受民族认同并能够以民族主义进行大规模社会动员；
3. 民族的构建过程不一定会水到渠成，也有可能戛然而止；
4. 认同同一祖先的归属感是构成民族内同胞之情的关键，但这一种认同不一定符合事实，因此民族的历史经常和民族的形成无关。

安东尼·史密斯将民族及民族主义如何产生和发展最广归纳为三种主要解释，时下学术界最广为接受的解释是现代主义解释，而很多公众会接受永生主义解释的主张，在二战前原生主义解释也很流行：現代主義（亦即建构主义）认为，包括民族、民族国家、民族认同、民族主义等等都是现代化的一种现象，而这一现象将将主权、统一和民族融入到政治生活中并以其自身形象改造这个世界，例如本尼迪克特·安德森就认为民族是“想像的共同體”，属于社会建构的结果，而霍布斯鲍姆更是断言“民族主义创造了民族”；而永生主义断言，虽然民族主义的意识形态可能是新近的，但民族始终存在在历史的各个时刻，主张某些民族古老而永垂不朽；最后原生主义认为民族原生于自然，而决定民族认同的往往是自然界中的基因构成或者对社会文化的依恋；此外，还有一些受后现代主义影响的解释，例如史密斯自己所认同的族群-象征主义。:50-61

## 歷史發展

《自由引导人民》中高举法国国旗的自由女神形象后来衍生为法国的国家化身玛丽安娜

尽管民族自治、自决等现代民族观念直到18世纪才形成，但在历史上由族群引发的纷争一直是文明中反复出现的一面，从古罗马的犹太人起义、萨珊王朝的波斯文化复兴再到现代的由拿破仑占领所激发的德意志民族主义这类运动不乏其例，在原生主义者看来，这些运动也是民族主义最早的历史溯源。建构主义观点认为，民族主义起源于17、18世纪的英国和法国，并在18世纪影响到美国和拉美地区，19世纪开始在欧洲大陆传播、兴盛，而到了19世纪末20世纪初，民族主义开始在全球范围内流行，并最终影响20世纪亚非拉殖民地、半殖民地国家的独立运动。此外，对于民族主义的历史和分期学术界一直存在争议。
傳統觀點認為民族主義起源於歐洲，世界各地的民族主義本質都是西方的，大多是西方民族學說的改良版本。例如，本尼迪克特·安德森认为，殖民地民族主义本质来说是对工业资本主义所造就的新式帝国主义的一个反应，殖民地政府的中央集权以及标准化的学校体系创造了新式的朝圣之旅，殖民地知识分子——尤其是20世纪初的知识分子——从教育中习得西方民族主义的原型并加以仿效、改造和改进，向殖民地的大众宣传他们所想象的共同体。:109-134在建构主义者看来，民族主义和人民主权的思潮引领欧洲各族群或民族的革命来到高潮，在19世纪民族主义成为了欧洲社会及政治的主导思想之一，也成为20世纪引发第一次世界大战的最主要原因之一。杰拉尔德·纽曼主张，民族主义出现在工业革命后形成全国性的统一市场和公共领域的英国，大多数历史学家还是将法国大革命作为欧洲民族主义的开端，法国大革命不仅激发了法兰西民族主义思潮，还对意大利和德意志地区的知识分子起到了极大影响。美國革命和法国大革命扩大了世界範圍內爱国主義和民族主义的影响力。從19世紀後半期到一戰前夕，歐洲的民族主義開始進入大發展，民族主義開始擴散到那些国内的少数族群和殖民地半殖民地的弱小国家上。

针对民族主义欧洲起源论，也有如印度學者帕沙·查特吉提出質疑，施泰因·腾内松等则在《民族的亚洲形式》（Asian forms of the nation, 1996）中提出亚洲具有不同于西方民族国家的文明國家概念，認為諸如中國、印度的亞洲國家的民族主義與歐洲民族主義有著系統性的差異，而中國就是最好的例子——中國在近代以前就已經具備以儒家文明和漢族認同為基礎的同一政治共同體模式，而這種政治意識的萌發既沒有人民主權等現代理論驅動，也沒有建构论者所谓的西方現代化影響。文明国家的观点在近年来受到马丁·雅克、张维为等学者支持，在中国大陆、印度和俄罗斯等地受到欢迎。

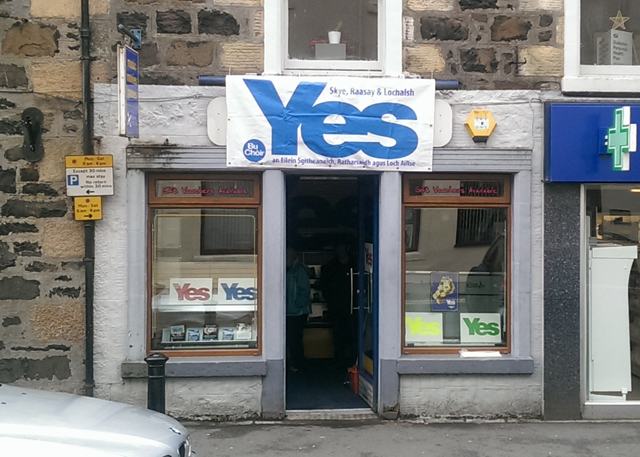
2014年苏格兰公投中商店张贴支持独立的海报，有44.70%的选民在公投中支持独立

民族主义使20世纪成为“最好战的世纪”，即便抛去种族灭绝、饥荒、经济萧条等事件，整个世界共爆发了275场战争，造成1.15亿人死亡，而如果加上这些于民族主义有关的事件，民族主义造成的死亡人数可能达到数亿或者更多。民族主义导致了第一次世界大战，而在战后欧洲列强并没有如约遵照民族自决原则给予亚非国家自由，只允许欧洲国家进行独立，这种牺牲弱小国家利益以满足自身霸权的做法引起了众多国家不满，爆发了如三一运动、五四运动、非暴力不合作斗争、土耳其独立战争等一系列抗争行动。与此同时，苏联允诺取消和亚非国家的不平等条约，诸如甘地、凯末尔、孙中山等民族主义者开始寻求与共产主义者之间的合作。:30-32,62而在战间期及接下来的第二次世界大战中，欧洲、美洲以及亚洲的政治精英们通过大规模动员对社会进行了严格管控，战争消灭了无政府主义运动，将人们推向社会主义和民族主义，乃至于法西斯主义运动。第二次世界大战大大削弱了殖民主义国家的实力，大大加快了殖民地的民族主义运动发展和殖民帝国的解体。二战后，西方世界中诸如北大西洋公约的国际组织及区域联盟的建立大大减少了战争的可能性，使得民族主义逐渐远离了战争，自由市场削弱了国家所扮演的作用，而平权运动将公众注意力转移到少数族群上，又使得这些群体对于建立民族国家的需求有所减少。二战后，从埃及开始，非洲以及世界上广大前殖民地半殖民地国家开始了新一轮非殖民化进程，当地的民族主义者最终从殖民者手中夺取政权。
冷战中，民族主义最终导致了苏联解体和东欧剧变，这一巨变极大刺激了世界各地的民族主义运动，甚至波及了一些英国等老牌民族国家。:196-202冷战以后，加泰罗尼亚、科索沃等地的分离主义显然是最明显和突出的民族问题，同时中东的伊斯兰原教旨主义指导下的极端宗教民族主义者也开始鼓吹圣战，在独联体和前南斯拉夫地区沦落为少数民族的前主体民族形成了区域内的泛民族主义倾向，西欧冷战后移民潮和难民潮的涌入也催生了排外的右翼族裔民族主义，而在非洲一些国家民族主义更是和部落政治、族群矛盾糅合，导致冲突不休。虽然民族分离主义倾向日益增强，但当代民族主义也显示出截然不同的另外一种趋势，即以欧盟为代表的、民族国家间相互合作的超民族主义或者说集体民族主义、区域民族主义的趋势，这些国家集团的出现体现了各个民族间为维护共同的民族利益所作出的努力。
就现状而言，除了日本、韩国等10%左右国家主体民族比例超过90%，可以算是纯粹的民族国家，世界上大多数国家都存在着多民族、多族群的社会结构，而如印度等国最大族群比例甚至可能低于50%，在这些国家以主体民族完全否认少数族裔权益的政治尝试亦不太现实，通常会通过强化公民意识、培育民族意识、以及强调共识文化来构建国族观念。

## 社会影响

### 語言文字

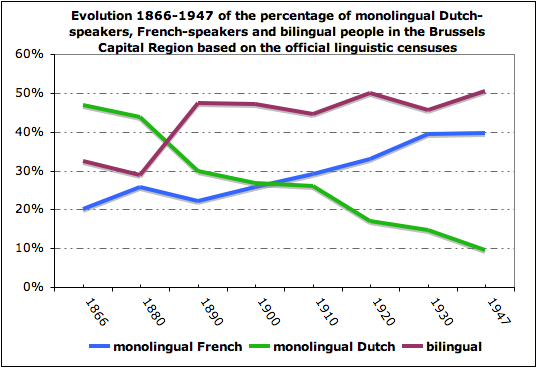
荷兰语和法语并用
单用法语
单用荷兰语比利时自荷兰独立后法语取代荷兰语成为首都布鲁塞尔的第一大语言

语言与民族的关系最早可以追溯到德国学者赫尔德、費希特等人的思想，赫尔德在1772年的《论语言的形成》中指出：“人们世世代代的思想、感情、偏见等等都表现在语言里，说同一种语言的人正是通过语言的传承而具备相同的历史传统和心理特征，以共同的语言为基础组成民族是人类最自然最系统的组合方式，而语言就是各个民族最神圣的属性，也是它们彼此之间最重要的区别性特征。”而費希特在阐述语言与民族的关系时，还借以阐发德意志民族优越论，称只有德意志民族的语言始终如一，其他条顿民族的语言早就死了。
共同的語言為民族的特徵之一。但这一点颇受争议，如果从口语角度，标准口语的普及往往是近代民族国家形成后国民教育普及的结果，而在之前语言内部的分歧往往很大；而从书面语角度，读书写字在过去往往是少数人的权利，大多数人都无法了解书面语。霍布斯鲍姆认为，语言对于民族的产生有着间接作用，少数精英以语言为纽带构成一个圈子并逐渐产生足够的文化的影响力使得更多人接受了这种他们的共同语，近代民族即产生在这一群体之上。霍氏还认为：“民族语言只是从各种不同的通行语中提炼出一种标准化的对话方式，然后把所有通行语降格为方言。”
对于很多国家而言，民族独立前会选取一种语言或者方言以语言界定民族，待到独立后又会开始推广一种语言以推进民族的团结和统一。例如匈牙利语文学在1772年的出版昭示了匈牙利民族主义的诞生。法国大革命中的雅各宾派认为不同的语言妨碍了人与人之间的平等，所以强制要求所用人使用社会精英所使用的現代標準法語；法国在历史上长期打压布列塔尼语等少数族裔语言和各地方言，直到今天法国宪法中仍将法语与法国国歌和国旗并列，作为代表国家的崇高象征。
20世纪60年代，加拿大媒介理论学家麦克卢汉提出了“印刷民族主义”的概念，指出印刷媒介的发展促进了民族语言的定型，而由民族语言出发独立的现代个体和现代民族也由此产生，印刷不仅加速了信息的传播，同时也导致了宗教共同体的消亡、民族共同体的形成和资本主义的兴起。这一观点亦为《想象的共同体》作者本尼迪克特·安德森所采纳，其认为印刷资本主义也是民族主义的必要条件之一，民族的“印刷语言”在民族主义话语中占据着重要的政治意义和文化意义，作为出版这些“印刷语言”的字典编纂者、语言学家、文法学家、民俗学家、政治评论家和作曲家，他们的出版影响着拥有权力的读书阶层和日益壮大的中产阶级，而印刷品最终渗透到群众中将民族独立等主题带给了读者，而带动了大众中民族主义的兴起。:66-80

### 历史
现代历史学起源于19世纪，而在当时就已经服务于欧洲的民族主义运动，历史学可以说极大程度刺激了欧洲民族主义运动的发展，而在另外一方面民族主义也将其不良因素带入历史学中，并通过历史学将这种不良因素渗透到大众意识中:15。例如早期的德意志民族主义者成立了“古德意志历史知识协会”，而这一协会资助了大量有关德国历史的收藏辑录——即《日耳曼历史文献》的汇编，将有关从意大利到法兰西再到波罗的海地区的所有操德语者曾经生活或统治过的土地的文献都汇入了这一本书中。:26-29而霍布斯鲍姆就将历史学家和民族主义者之间的关系形容为毒品生产者和瘾君子之间的关系，“塑造一个民族的是它的过去，使一个民族与其他民族反目的也是过去，而历史学家恰恰是制造过去的人”。
历史书写本身就容易带有民族主义倾向，例如对于英国的历史描述往往强调不列颠民族的海洋性，而俄罗斯民族则突出俄罗斯广袤的疆域，而在殖民列强之外的前殖民地地区也有着不同于偏袒于西方中心史学的民族主义叙述；而通过对历史的不同叙述、评价所体现不同的民族主义观念也容易引发各个族群之间的矛盾和冲突，从而使历史成为民族主义者的竞技场。当民族主义成为历史叙述的终极目的是，历史本身就不再重要了，历史有可能会成为某些族群依据主观选择的社会记忆。例如日本民族主义者在二战中慰安妇和南京大屠杀问题上采取历史修正主义手法，引发其邻国围绕日本历史教科书问题展开的争论，进而影响了各国间的外交关系。

### 教育

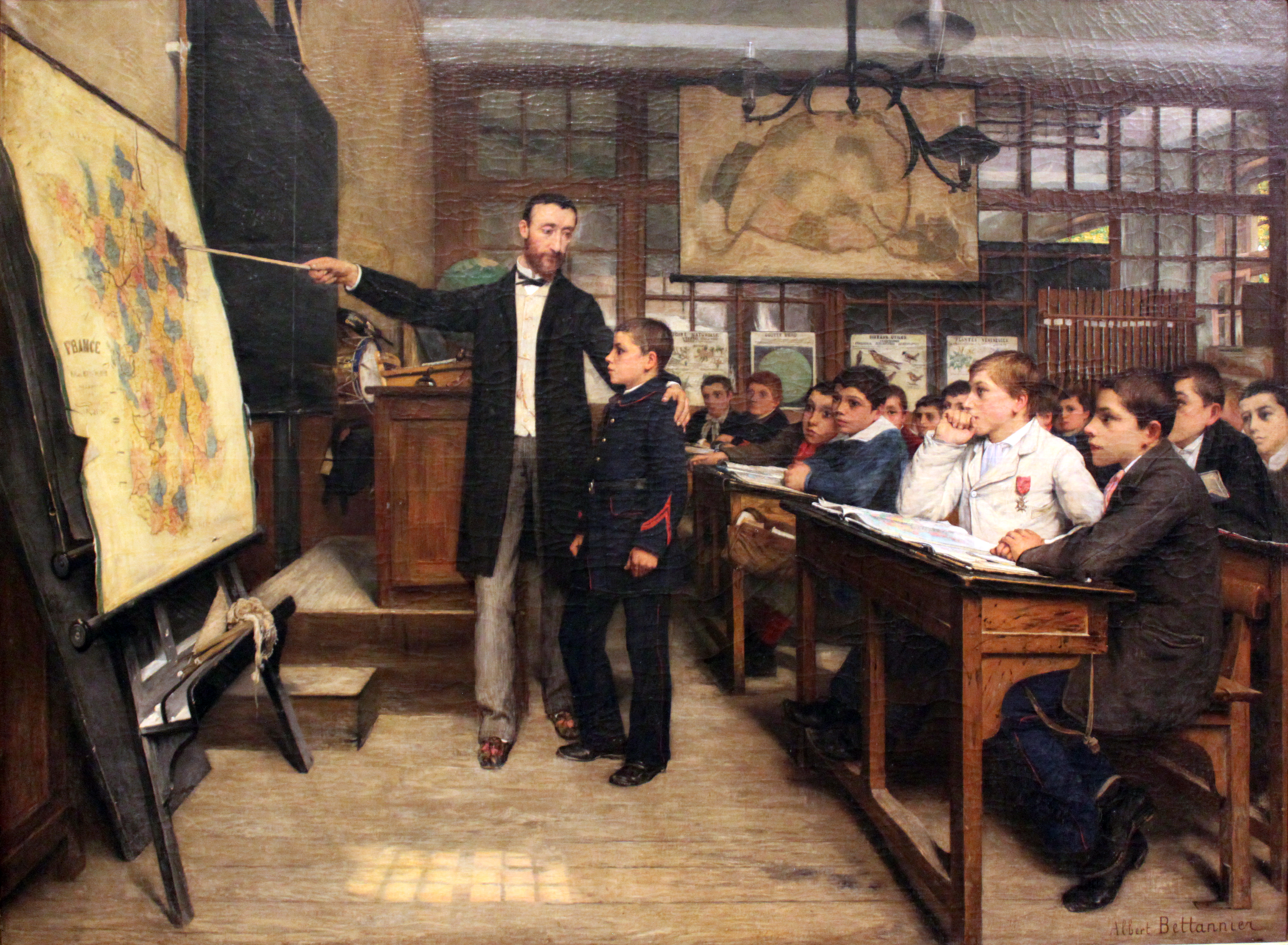
普法战争后法国教师教导学生法国失去了阿尔萨斯洛林

一般说来，教育制度都带有民族主义倾向，当教育制度转向具有挑衅性的民族主义时，全世界的和平共处将会处于危险境地。19世纪以来，教育理论和实践受到民族主义思潮的影响，诞生了民族主义教育思想，其以民族主义为理论根源，以国家为中心，奉行民族至上、民族文化至上，追求教育的国家化和大众化。民族主义者希望通过国民教育来培养热爱祖国，重视民族文化，具有民族意识的公民文化心态，以实现对内维护国家统一，对外维持国家独立的目的。
民族主义教育思想的出现和国民教育的普及不无关系，在启蒙运动中狄德罗等学者就提出要将教会垄断的教育转移到民族国家手中，努力按照国家的需要和标准来塑造和改造国民。作为早期国民教育的推动者，拉夏洛泰抨击耶稣会教育，认为教育应当为国家和民族服务。而拿破仑战争时期的德国学者费希特认为德国的失败在于教育，因而主张新教育要激发民族情感，培养民族道德。而后来的美国学者杜威批评德国的民族主义教育缺乏民主性，用“国家”代替了“人类”，将教育变成了一种纪律训练的过程，而主张民族国家的教育应当宣扬民主思想。而二战中法西斯阵营则在教育中鼓吹极端本民族中心的民族主义，将学校转化为了国家的兵工厂。作为一种拨乱反正，战后的各国教育都更加注重国际主义，强调世界文化的多元包容。
而对于民主国家而言，教育的作用也和其自由民主传统有关：新晋民主国家的教育往往更容易排外而有着长期民主传统的国家则对于外人更加包容，但两者的教育的民族主义倾向几乎相同，而这些倾向和文化多元性无关。而像中华人民共和国、俄罗斯等非西方国家，大众教育的普及也常常和其自身的强国及军事目标联系在一起，而非出于实现民主的迫切需要。

### 性别
女权批判家认为民族主义是男性用以正当和合法化性别控制和性别压迫的一种机制。通过社会对男性和女性气质的塑造，民族主义的性别化不仅影响着男性和女性对民族建构的参与程度，而且塑造了民族主义者所建构和想象的民族形象。一般而言，民族都会拥有自己的民族形象，而这一种形象往往是带有性别色彩的。
例如，民族的具体土地往往会拟人化女性形象，而这一形象经常处于敌人的危险乃至外国男性的欺凌之下，而由此萌发的保护欲和民族尊严感又常常带有大男子主义。同时，历史、政治意识和宗教等因素所衍生的民族主义更通常为男性形象，这种形象往往彰显民族独一无二的强健气魄或男子气概。如果按照社会文化建构的理解，民族主义和性别的联系往往是通过“我们”和“他们”的对立建立起来，而民族主义通过排斥这些所谓的“他者”以巩固民族的内部团结——而赋予某一性别或某一国家权力往往是以其它性别为代价或者剥夺了其它性别的权力，而在某种意义上民族主义也充当维护异性恋中心权力体系的工具。
民族主义中这种普遍性的性别偏向不仅影响了个人的生活体验，还对国际关系产生作用。例如，殖民帝国開始與霸权男性气概相结合，殖民地成为为西方想象中的“他者”形象，受到霸权主义和男权主义的双重压迫，殖民主义极大程度和男性的民族主义联系在一起。而东方也为这种“他者”想象所影响，在东方主义想象中东方往往是以一种女性化和性化形象出现，而西方作为东方世界的“他者”也相应以男性形象出现——其被征服民族的境遇是非常矛盾的：一方面，这些民族被认为是由于其女性特质而被征服；在另外一方面，其民族的女性特质也恰恰是由被征服境地所体现。作为战败一方的被征服民族往往被认为是软弱畏缩而偏向女性，而作为战胜一方的殖民宗主国则相应需要表现雄健有力，凸显与被征服仆从国和附属国的女性气质刻板印象截然不同的大男子气概。在很多国家，其男性的民族主义形象和战士观念密不可分，其好战黩武、刚毅果决而又健壮有力，全然不同于女性平和、柔弱、非暴力和多愁善感的特质——这些男性化的战士形象也是社会历史所演变出的性别偏见之一。
这种文化上的二元性，即男性勇武而女性贞洁的形象，反映了男性民族主义中主流民族形象在种族、阶级、性别以及性取向方面隐含的不平等。民族和性别相互支持，相互建构为一个体系，在这个体系中民族充斥着男性理想化的同志兄弟之情。而男性特质经常是导致政治暴力倾向的重要因素之一，而所谓民族危机的一大普遍特征就是，社会所认同的男性气概上急剧变化。

### 民俗艺术
民族主义在推动民族争取独立和统一的同时，与地方的传统文化、民俗艺术也有着紧密联系。民族主义根据现实需要重新解读、复兴这些传统文化以塑造民族的新形象，并通过国民教育和制度培养本民族有别于他民族的独特个性，从而构建对于本民族的认同感。早期民俗学中这种倾向以德国的赫尔德最为典型，其认为从中世纪开始德国就已经失去了本民族的民族精神因而德国人需要回到中世纪寻找本民族的文化传统，而收集民间诗歌也成为重振民族精神的一种手段。在赫尔德的启发下，芬兰学者戈特伦德（Carl Alex Gottlund）等人也开始收集芬兰本民族的民歌，而埃利亚斯·伦罗特编创的《卡勒瓦拉》成为了广为认同的民族史诗。而柳田国男开创的日本民俗学，也受到德国民俗学的影响，将探究日本的民族性、民族文化为目标，带有强烈的国家意识和民族主义倾向。
在19世纪，随着民族主义的广泛流行，西方的浪漫主义音乐也开始受到民族主义渐染而越发注重自民俗音乐中取材，在作品中融合本民族的音乐特性，以彰显其民族性——而东欧、北欧的音乐家也在这股风潮发展出民族乐派。民族乐派的创作者往往来自于受外族统治、或音乐传统为西方同化的民族，努力寻找最具自己民族特色的音乐曲调，以区别于西欧主流的古典音乐，力图区别并抗衡于主流的德、奥音乐，在作品中往往寄托着对本民族文化的深厚情感，将浪漫主义的“个人个性”发挥为“民族个性”，其中最具代表性的有柴可夫斯基、德沃夏克等。

### 体育
诸如世界杯的体育赛事吸引了世界范围内的关注，比赛中往往都是各个民族之间的较量，而各国观众也会投入巨大热情去支持自己国家的国家队，这也增加了人民对自己国家队乃至于国家、民族的认同感或归属感。体育项目有极大能力去激发和放大民族热情以及一些民族偏见，同时也是民族内相互慰藉、相互团结、携手并进和相互友善的源泉和动力。大英帝国对世界各地士兵和臣民的体育参与极为重视，而其中一些属地的当地人也会积极参与到运动中，就比如1930年开始的大英帝国运动会，即今天的英联邦运动会。而法兰西殖民帝国也紧跟英国人的脚步，运用体育运动来团结自己的殖民地，殖民地官员积极推动并补贴一些田径运动、桌面游戏以及舞蹈，还曾在殖民地推广足球。

## 民族主义类型
作为一种复杂的社会现象，民族主义经常和各种不同的意识形态结盟，并非只会产生法西斯主义等极端民族主义，就起源而言民族主义也是脱胎于人民主权等民主主义思潮，二战后随着法西斯主义等右翼思潮衰退，民族主义逐渐为社会主义势力把控，而在冷战结束后民族主义又和排外相结合，折射出当代社会的失序。不同时期、不同地域和不同内涵的民族主义使得任何单一、抽象、笼统的“民族主义”定义大而无当，因此不同学者对于民族主义有着各种分类解读，但也有如卡明卡一样坚持民族主义只有一种政治民族主义的学者存在。今天最经典的划分是将民族主义二分为公民的、和种族的民族主义，前者往往更加自由民主、是西方的而后者往往不民主、不是西方的；而从80年代开始学术界开始认识到这种划分方法的偏颇之处，并且对民族主义有着更加多样化的划分方法。

### 二元类型
对于民族主义最为经典的分类即汉斯·科恩的二元分法，他在其1944年发表的《民族主义的思想》（The Idea of Nationalism）在这本书中将民族主义划分为两种，认为西方的公民民族主义中的民族是自愿生活在共同法律之下，被同一立法机构代表，能够对自己政府的人群，而东方则是基于共同起源和共同文化的族群，因而西方的民族主义自由自愿、开放包容、具有理性、代表公民精神，而否认东方的民族主义的自由理性，将其归为文化狂热和祖宗崇拜。
后来的学者也延续了二元法，发展出公民民族主义、自由民族主义或宪政民族主义与族裔民族主义的划分。其实早在19世纪中叶，美国政治家威廉·柯林斯·惠特尼就将民族主义分为像美国一样的开放民族主义（open nationalism）和德国、俄罗斯一样注重本土性的封闭民族主义（closed nationalism）；E·B·哈斯也一样区分革命民族主义和兼容民族主义；安东尼·史密斯分了领土民族主义和族裔民族主义，将公民民族主义作为领土民族主义在政治价值观上的一种延伸；霍布斯鲍姆也对民族进行了二元划分，将1830-1870年间的民族主义称作“政治民族主义”，而1870-1914年间的民族主义称作“族裔民族主义”或“语言民族主义”，而前者往往有一定门槛限制而积极追求统一。
一般而言，公民民族主义强调公民的政治权利、义务、信仰对于民族的作用，根源于公民共同的法律和制度文化，思想来源于启蒙运动；公民民族主义者往往追求国土内所有公民的合法权益，并不反对国内族裔的多样性。族裔民族主义以一般以共同的传承为界定，其传承包括共同先祖、语言、信仰等事物，族裔民族主义相信每一族群都有权选择自决，或由当前的社会体系独立出来，或超越国家要求同一民族的独立或统一。
近年来反对者往往指出：第一，现实中不存在纯粹的族裔民族主义或者公民民族主义，每一种民族主义既有其族群基础，又存在其公民或地域诉求；第二，西方的民族主义最早也是支持族裔特殊性的民族主义，具有公民普世精神的民族主义是随着民主政治发展而来。例如在印度学者帕沙·查特吉看来，西方最早将民族主义作为自由主义的信条推广到东方，但当民族主义显示黑暗时候就划清界限：东方接受民族主义并非出于自愿，西方遂理解非西方民族主义为扭曲，又标榜自身民族主义之现代化、理性和先进，这实际上是西方垄断民族主义话语权的体现。中央民族大学的潘蛟教授则认为，这些指责虽然有合理之处，但其否定公民和族裔划分的同时讨论族裔到公民民族主义的进化有违逻辑，公民民族主义和族群民族主义仍不失为合理的划分方式；同时强调公民民族主义和族裔民族主义并非基于东西方文化和民主政治的差异，由权力形势和不同族群政策所决定：公民民族主义也未必优于族裔民族主义，某些情况下会成为剥夺少数族群权利的幌子；族裔民族主义也不一定代表着排外、激进和暴力，在某些情况下实为权利抗争之产物；两种类型的主张有时也会同时出现在同一地区的民族主义中。

### 领域类型

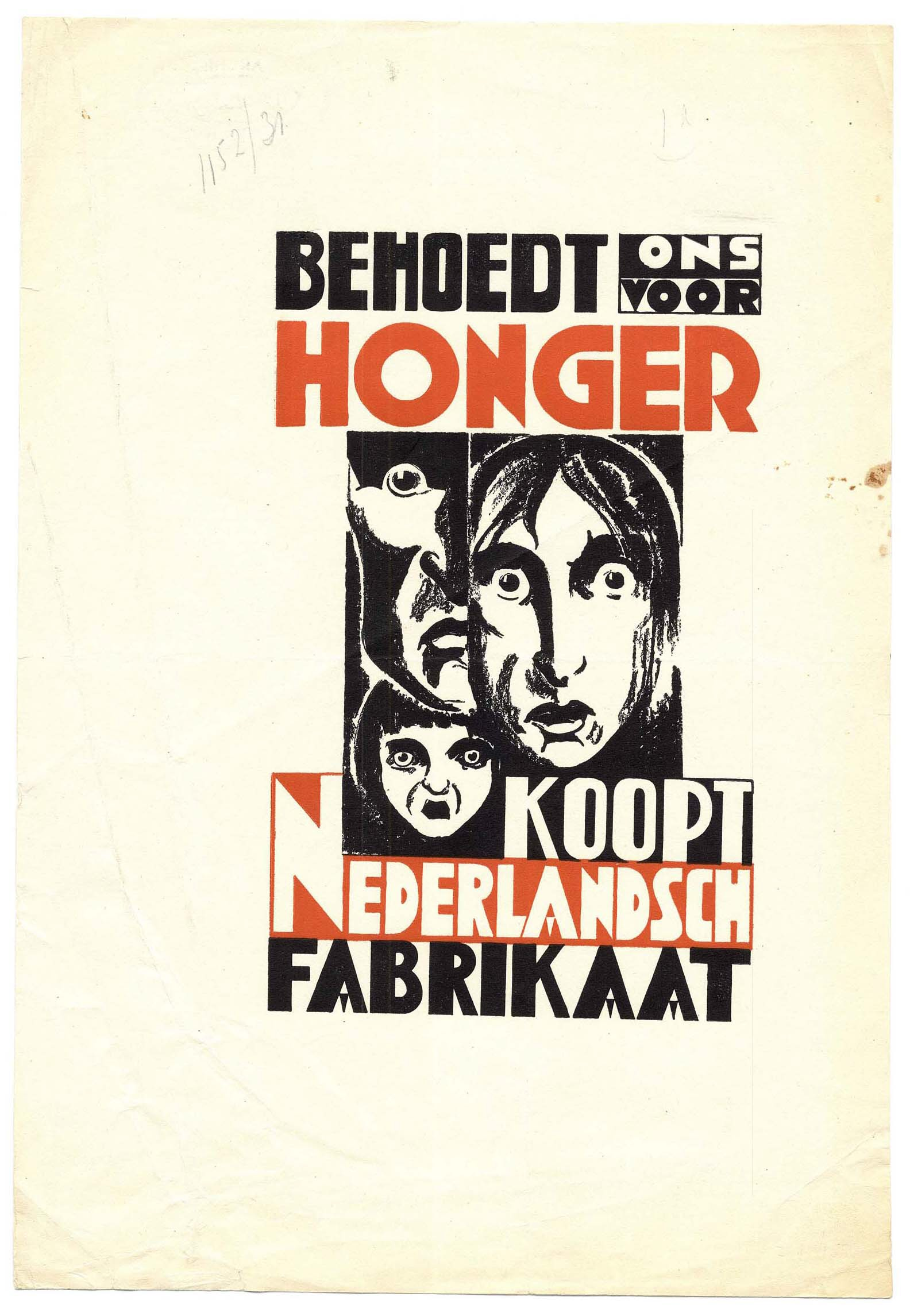
号召荷兰人购买荷兰制造的海报

根据民族主义在政治、经济、文化和宗教等方面的表现形式，民族主义可以分为政治、经济、文化、宗教等民族主义，这些民族主义通常是关注于群体在某些领域的特定诉求，往往既不是纯粹的公民民族主义，也不是纯粹的族裔民族主义，既可以以爱国主义形式出现，也可能表现为某一民族的集体诉求。
例如，政治民族主义是追求“政治的和民族的应该是一致的”政治原则，既可以是对主权和领土的关切，也可以是族群对政治地位、权利的诉求；经济民族主义是为维护和增进本国或本民族的经济利益而产生的思想、态度和行为，往往表现为经济中的贸易保护主义；文化民族主义以共享的文化定義民族主義，高度重视本民族文化的生存状况，但并不一定在政治上有诉求；宗教民族主义将宗教和民族主义相结合，共同宗教往往起到团结民族的纽带作用，也充当着政治动员的工具，比较典型即如印度人民党的印度教民族主义。

### 极端类型
极端民族主义是狭隘的、自我中心的民族意识的膨胀，其企图以单一族群建立族群结构极端单一化的国家，极端民族主义者很大程度都是种族主义或族裔民族主义者，但有别于一般的种族或族裔民族主义，其在处理族际关系时有着很大不同，通常会近乎独裁和武断的姿态拒绝外来移民并意图彻底清除任何非本土的“外来者”，而其煽动者往往会夸大其敌人的威胁并鼓动支持者歧视、攻击这些“他者”，而严重者甚至可以引发战争。极端民族主义者还会将政治上行使主权的国民（nation）狭隘地理解为本族群，并认为但凡是个族群就可以建立国家，只要是一个国家就只有一个民族，只要是一个民族就只有一个国家，这也造成了族际社会的割裂和多族群社会的崩坏，乃至于出现大规模冲突或战争。
而在历史上，和极端民族主义相结合的意识形态有极权主义、沙文主义、扩张主义、军国主义、种族主义等；雅各宾主义则是极端民族主义的最早实践，其强制同化国内少数群体，禁止法语外的一切语言，并在拿破仑时期发展出大国沙文主义积极对外侵略；极端民族主义也在二战中和法西斯主义相结合，德意日法西斯推行国家主义、军国主义和种族主义，对内独裁对外疯狂侵略，造成了二战的悲剧；而到了21世纪，恐怖主义活动成为了实践极端民族主义的一大方式，新纳粹主义等思潮又重新回到人们的视野之中，针对特定民族或族群的暴力活动越发猖獗。

## 批评与反思

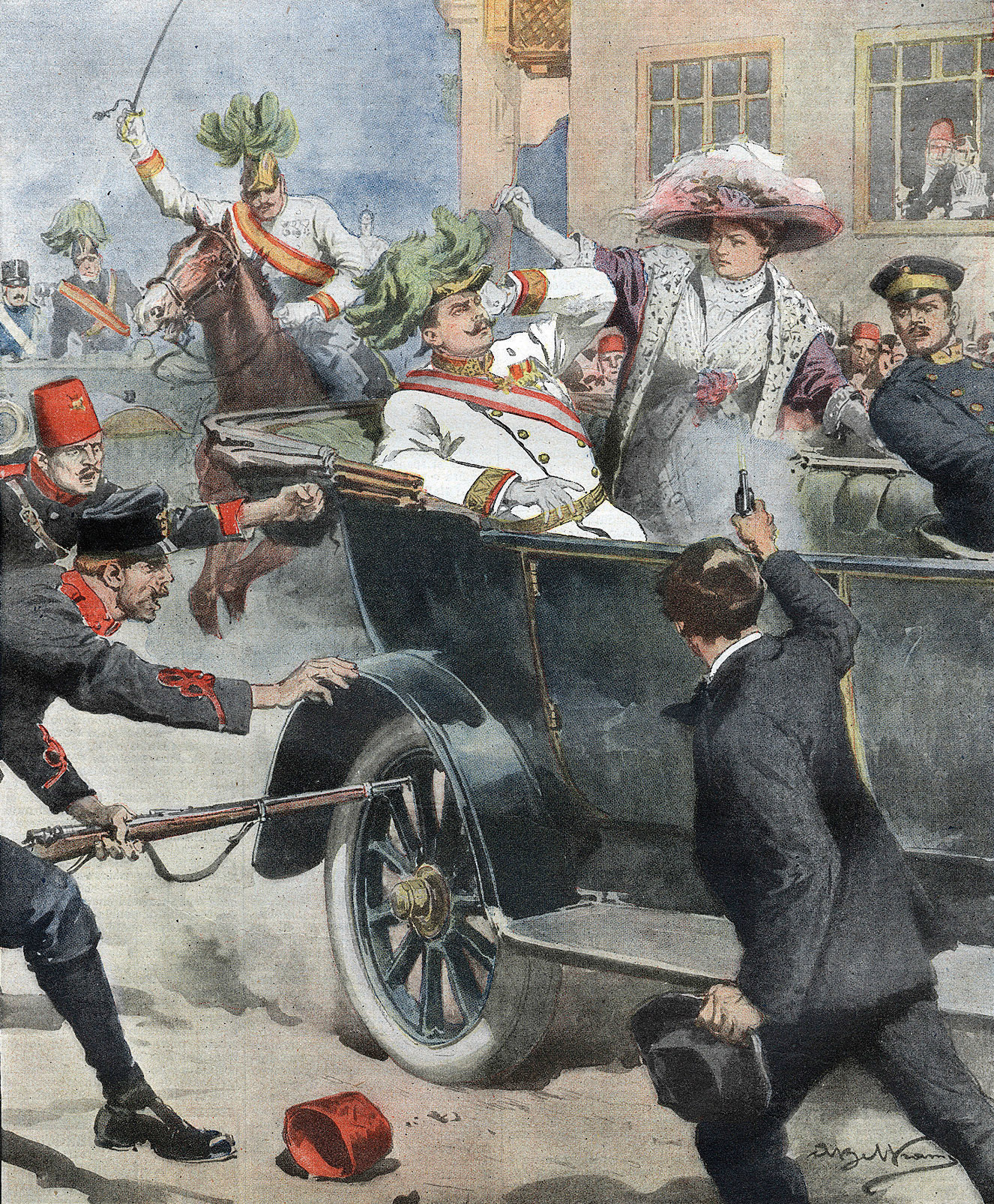
狂热的塞尔维亚民族主义者普林齐普刺杀奥匈帝国王储费迪南大公——这一事件成为一战的导火索，间接导致了1600万人丧生

民族主义自法国大革命爆发之初，即带有争取独立、自由、民主、平等的正面意义。民族主义在民主独立和解放中起到了巨大的凝聚和号召作用，其推动了德国、意大利以及拉丁美洲国家的团结和统一，也促进了亚非殖民地反抗列强的民族运动发展，毫无疑问推动了世界历史的发展。民族主义也是国家重建和发展的巨大动力，支持了中国、日本、亚洲四小龙等国家或地区战后经济的恢复和发展。但民族主义也为人用做侵略或压迫之工具。
民族主义的批判者往往指出民族定义的模糊不清，或是质疑民族国家的政权合法性。民族主义者认为，民族的边界与国家的边界应该完全重合，因而反对多元文化主義——这种观点导致许多民族团体声索特定的领土，乃至于试图推翻政府。哲学家格雷林则反对這一觀點，指責“（民族主義者）所声索的边界引发了过去无数血腥战争”，还认为“地球上没有一个国家不能容纳不止一种彼此不同而又能够美美与共的文化。文化遗产和民族认同不是一回事”。 
基于民族主义定义的多样性尤其是個人对其民族认同的不同見解，对民族主义的评价必然会因人而异。民族主义也可能带有压迫性质，将个人认同置于国民整体之下，使得精英或者政治领袖得以操纵普通民众。早期对民族主义的批判常和民族主义者试图在地缘政治将每一个民族分离为一个国家的主张有关，19世纪的民族主义者通常会反对欧洲的那些多元族群帝国，而在那时候批判者中就已经出现了最早的国际主义者和反民族主义者。20世纪的伊斯兰复兴运动也从伊斯兰教角度批评了民族国家。
哲學家安東尼·克利福德·格雷林說民族主義是人為製造的，“它們（國家）的邊界是在過去戰爭的鮮血中繪製的”。他認為，“地球上沒有一個國家不擁有一種以上不同但通常共存的文化。文化遺產與國家認同不是一回事”。
英國小説家、《動物農莊》和《一九八四》的作者佐治·奧威爾將民族主義與愛國主義區分開來，他將愛國主義定義為對特定地方的奉獻。更抽象地說，民族主義是“自欺欺人的權力渴望”。對於奧威爾來說，民族主義者更有可能被非理性的消極衝動所支配：
例如，托洛茨基主義者只是成為蘇聯的敵人，卻沒有對任何其他單位產生相應的忠誠。當人們理解了這一點的含義時，我所說的民族主義的本質就會變得更加清晰。民族主義者是只考慮或主要考慮競爭聲望的人。他可能是一個積極的或消極的民族主義者——也就是說，他可以用他的精神能量來推動或詆毀——但無論如何，他的思想總是轉向勝利、失敗、勝利和屈辱。他把歷史，尤其是當代歷史，看成是無休止的大國崛起和衰落，每一個發生的事件在他看來，都在證明自己國家正在升級，而某個可恨的對手正在衰弱。但最後，重要的是不要將民族主義與單純的對成功的崇拜混為一談。民族主義者不遵循簡單地與最強大的一方聯合起來的原則。相反，選擇了自己的立場，他說服自己這是最強大的，即使事實壓倒性地反對他，他也能堅持自己的信念。
在共产主义者和社会主义者中，马克思认为现代民族是资产阶级发展的产物，民族压迫实际上就是阶级压迫，民族问题只会产生于资本主义社会中，随着资本主义发展民族特性终会被工业化和全球化所消灭；19世纪末，卢森堡等学者当时跃活在中欧的民族主义运动持批判态度；到了20世纪，例如约瑟夫·毕苏斯基、列宁等当代理论家对民族自决持同情或支持态度。
自由主义者经常批评民族主义非常危险，并认为民族主义是造成民族国家相互冲突的根源。早在1862年，历史学家阿克頓勳爵痛斥民族主义为精神病（insanity），在他眼下民族主义者迫害国内少数族群，将自己国家的利益置于任何道德原则之上，并且极为危险地让所有个人从属于自己的国家；但勳爵本人同时也反对民主制度，并在意大利统一战争中支持教宗国一方。 而到了20世纪下半叶，自由主义对民族主义态度分化，也有沃尔泽、伯林、泰勒以及米勒等哲学家支持民族主义并强调自由社会需要建立在稳定的民族国家基础上。
和平主義者對民族主義著重於批评民族主義運動及其相关的军国主义的暴力行為，并指出民族间的冲突往往源自于民族的侵略政策和沙文主义。在某些國家，如德國，民族象徵與民族自豪感因與過去的戰爭相關而名聲大壞。英国和平主义者罗素就批评民族主义使个人失去了对其祖国外交政策的独立判断能力，而爱因斯坦也认为民族主义是一种幼稚的传染病，是人类的麻疹。
俄罗斯地缘政治学家亚历山大·杜金批评民族主义作为一种“西方资产阶级—资本主义现象”，本质上是反传统主义的。

## 延伸阅读

### 中文论著
- 江宜樺. . 臺北: 揚智文化. 1998: 256. ISBN 9578446667 （中文（繁體））.
- 王联. . 北京: 北京大学出版社. 2002: 376. ISBN 9789571328874 （中文（简体））.
- 罗志平. . 台北: 时报文化. 2016. ISBN 9789869340250. OCLC 965811264 （中文（繁體））.

### 中文译本
- 本尼迪克特·安德森; 吴叡人. . 台北: 時報文化. 1999: 264. ISBN 9789571328874 （中文（繁體））.
- 安东尼·史密斯; 叶江. . 上海: 上海人民出版社. 2006: 176. ISBN 7208059713 （中文（简体））.
- 埃里克·霍布斯鲍姆; 李金梅. . 上海: 上海人民出版社. 2000: 250. ISBN 9787208034082 （中文（简体））.
- 本尼迪克特·安德森; 甘会斌. . 南京: 译林出版社. 2012: 488. ISBN 9787544725972 （中文（简体））.
- 里亚·格林菲尔德. . 上海三联人文经典书库. 上海: 上海三联书店. 2010-01: 656  [2019-11-06]. ISBN 9787542632005. （原始内容存档于2019-10-12） （中文（简体））.
- 帕尔塔·查特吉. . 人文与社会译丛. 南京: 译林出版社. 2007-10: 259  [2019-11-06]. ISBN 9787544702355. （原始内容存档于2019-11-06） （中文（简体））.
- 斯蒂芬·格罗斯比. . 牛津通识读本. 南京: 译林出版社. 2017-07: 272  [2019-11-06]. ISBN 9787544768009. （原始内容存档于2019-11-06） （中文（简体））.
- 厄内斯特・盖尔纳. . 民族主义研究学术译丛. 北京: 中央编译出版社. 2002: 228  [2019-11-06]. ISBN 9787801095275. （原始内容存档于2019-11-06） （中文（简体））.
- 安东尼·史密斯. . 民族主义研究学术译丛. 北京: 中央编译出版社. 2002-01-01: 256  [2019-11-06]. ISBN 9787801095251. （原始内容存档于2019-11-06） （中文（简体））.

### 外文著作
- hayes, Carlton J.H.  [现代民族主义的历史演进]. New York: Macmillan Company. 1931: 600.（最早的学术研究）
- Kohn, Hans.  [民族主义的思想：起源和背景探究]. New York: Macmillan Company. 1944: 735  [2019-11-06]. （原始内容存档于2019-11-06）.（早期著作）
- Anderson, Benedict.  [想象的共同体：民族主义的起源与散布]. London: Verso. 1983: 160  [2019-10-11]. ISBN 978-0-86091-059-6. （原始内容存档于2020-04-01） （英语）.（建构论）
- Hobsbawm, Eric J.  [民族与民族主义] 2nd. Cambridge: Cambridge University Press. 1992. ISBN 978-0-521-43961-9 （英国英语）.
- Greenfeld, Liah.  [民族主义：走向现代的五条道路]. Boston: Harvard University Press. 1992. ISBN 978-0-674-60318-9 （英语）.
- Anderson, Benedict.  [比较的幽灵：民族主义、东南亚与世界]. London: Verso. 1998: 386. ISBN 1859841848 （英语）.
- Gat, Azar; Yakobson, Alexander.  [民族国家：政治民族与民族主义的漫长历史与根源]. Cambridge: Cambridge University Press. 2012: 450. ISBN 9781139047654.（原生论）
- Smith, Anthony D.  [民族的族群起源]. London: Basil Blackwell. 1986: 312. ISBN 978-0631161691 （英国英语）.（独特立场）

## 外部連結
- 王紹光：〈民族主義與民主〉
- 姜新立：〈民族主義的幾種類型 （页面存档备份，存于）〉
- 江宜樺：〈民族主義的國族認同理論〉 （页面存档备份，存于）
- 程映虹：〈“想象的共同体”究竟是什么？ （页面存档备份，存于）〉
- 洪謙德：〈民族主義的緣起、議題和理論〉
- 陳方正：〈民族主義的剖析：起源、結構與功能 （页面存档备份，存于）〉
- 《大英百科全书》中的条目：Nationalism（英文）
- The Nationalism Project （页面存档备份，存于） 是世界上关于民族主义最广泛的英语网站